# Дуглас, Арчибальд, 1-й граф Форфар
Арчибальд Дуглас, 1-й граф Форфар, 2-й граф Ормонд (англ. Archibald Douglas, 1st Earl of Forfar, 2nd Earl of Ormonde; 3 мая 1653 — 11 ноября 1712) — шотландский пэр.

## Биография
Родился 3 мая 1653 года. Второй сын Арчибальда Дугласа, графа Ангуса и 1-го графа Ормонда (1609—1655), и его второй жены, леди Джин Уэмисс (1629—1715), дочери Дэвида Уэмисса, 2-го графа Уэмисса, и достопочтенной Энн Бальфур из Берли. Младший сводный брат Джеймса Дугласа, 2-го маркиза Дугласа.
16 апреля 1655 года после смерти своего отца Арчибальд Дугалс унаследовал титул 2-го графа Ормонда. 2 октября 1661 года восьмилетний Арчибальд Дуглас получил титулы графа Форфара (Пэрство Шотландии) и лорда Ванделла и Харсайда (Пэрство Шотландии).
Член Тайного совета короля Вильгельма III и королевы Анны (1689—1712), комиссар Тайной печати (1689—1690) и комиссар казначейства (1704—1705).
В 1700 году он перенес семейную резиденцию из замка Ботвелл в свой новый особняк Ботвелл-хаус, который получил название «Новый замок Ботвелл».
Он поддержал Акт об унии между Англией и Шотландией в 1707 году, якобы получив от англичан 100 фунтов стерлингов в качестве оплаты.
Лорд Форфар скончался 11 ноября 1712 года и был похоронен в церкви Ботвелл в Шотландии.
19 августа 1679 года в часовне Линкольнс-Инн в Лондоне, Англия, Арчибальд Дуглас женился на Робине Локхарт (1662 — 20 марта 1741), дочери сэра Уильяма Локхарта из Ли и Робины Сьюстер. У супругов родился один сын:
- Арчибальд Дуглас, 2-й граф Форфар, 3-й граф Ормонд (25 мая 1692 — 8 декабря 1715).